# پروانه‌ماهی ژاپنی
پروانه‌ماهی ژاپنی (نام علمی: Chaetodon nippon) نام یک گونه از سرده پروانه‌ماهی است.